# Poursuivis... par la piste
Poursuivis... par la piste (titre original : Chased by the Trail) est une nouvelle américaine de l'écrivain Jack London publiée aux États-Unis en 1907. En France, elle a paru pour la première fois en 1975.

## Historique
La nouvelle est publiée dans le journal Youth's Companion le 26 septembre 1907, et n'a pas été reprise dans un recueil.

## Éditions

### Éditions en anglais
- Chased by the Trail, dans le journal Youth's Companion, septembre 1907.

### Traductions en français
- Poursuivis... par la piste, traduction de Jacques Parsons, in Souvenirs et aventures du pays de l’or, recueil, 10/18, 1975.
- Poursuivis... par la piste, traduction de Jacques Parsons, in Le Cornet à dés du diable, recueil, Libretto, 2014.